# Maska (sång)
"Maska" är en singel av den polska sångerskan Ewa Farna. Den släpptes år 2010 som den tredje och sista singeln från hennes tredje tjeckiska studioalbum Virtuální.

## Listplaceringar
| Lista (2010) | Topplacering |
| ------------ | ------------ |
| Tjeckien     | 7            |